# Belzoni (Mississippi)
Belzoni is een plaats (city) in de Amerikaanse staat Mississippi, en valt bestuurlijk gezien onder Humphreys County.

## Demografie
Bij de volkstelling in 2000 werd het aantal inwoners vastgesteld op 2663.
In 2006 is het aantal inwoners door het United States Census Bureau geschat op 2505, een daling van 158 (-5,9%).

## Geografie
Volgens het United States Census Bureau beslaat de plaats een oppervlakte van
2,5 km², geheel bestaande uit land. Belzoni ligt op ongeveer 33 m boven zeeniveau.

## Plaatsen in de nabije omgeving
De onderstaande figuur toont nabijgelegen plaatsen in een straal van 28 km rond Belzoni.

## Geboren in Belzoni
- Jean Terrell (1944), R&B-, jazz- en soulzangeres (The Supremes)